# پرونده دختر پیژامه‌پوش
پروندهٔ دختر پیژامه‌پوش (انگلیسی: The Pyjama Girl Case) با عنوانِ اصلیِ دختری با پیژامهٔ زرد (ایتالیایی: La ragazza dal pigiama giallo) یک فیلم جالو به کارگردانی فلاویو موگرینی است که در سال ۱۹۷۷ منتشر شد.

## بازیگران
- ری میلند
- دالیا دی لاتسارو
- میکله پلاچیدو
- مل فرر
- هاوارد راس
- فرناندو فرنان گومز
- یوجین والتر
- رامیرو اُلیوِروس
- لوئیس باربو